# Ернст Салентин фон Залм-Райфершайт
Ернст Салентин фон Залм-Райфершайт (на немски: Ernst Salentin von Salm-Reifferscheidt; * 4 април 1621; † 1684, замък Дик) е граф и алтграф на Залм-Райфершайт в Дик и Алфтер.

## Произход
Той е вторият син на граф и алтграф Ернст Фридрих фон Залм-Райфершайт (1583 – 1639) и съпругата му графиня Мария Урсула фон Лайнинген-Дагсбург-Фалкенбург (1584/1590 – 1649), вдовица на граф Арнолд II фон Мандершайд-Бланкенхайм (1546 – 1614), дъщеря на граф Емих XI фон Лайнинген-Дагсбург-Фалкенбург (1540 – 1593) и Урсула фон Флекенщайн (1553 – 1595). Брат е на Ерих Адолф (1619 – 1678), алтграф на Залм-Райфершайт в Бедбург, и на Фердинанд Албрехт (1628 – 1688), каноник в Лиеж и Кьолн. Сестра му Анна Салома (4 октомври 1622 – 15 октомври 1688) е княжеска абатиса в Есен и е наследена от синът му Франц Ернст.

## Фамилия
Ернст Салентин фон Залм-Райфершайт се жени на 16 януари 1656 г. в Борбецк за графиня Клара Магдалена фон Мандершайд-Кайл (1636 – 9 февруари 1692), дъщеря на граф Филип Дитрих фон Мандершайд-Кайл (1596 – 1653) и Елизабет Амалия фон Льовенхаупт-Фалкенщайн (1607 – 1647). Те имат шест сина и шест дъщери:
- Мария Ернестина (30 юни 1657 – 13 март 1723), омъжена на 11 март 1676 г. за трушсес граф Максимилиан Франц фон Валдбург-Волфег, трушсес цу Волфег (1641 – 1681)
- Анна Фелицитас (21 май 1658 – 16 януари 1733), монахиня в Есен
- Франц Ернст (7 юни 1659 – 16 юли 1727), граф и алтграф на Залм-Райфершайт в Дик и Алфтер, женен на 6 януари 1706 г. за принцеса Анна Франциска фон Турн и Таксис (1683 – 1763)
- Карл Каспар (18 август 1660 – 24 февруари 1685), каноник в Кьолн
- Александер (5 февруари 1662 – 5 август 1697), каноник в Кьолн
- Сидония Елизабет (4 ноември 1663 – 1700), монахиня във Фреден
- Лудвиг (* 17 април 1665 – убит)
- Йохан Филип (18 юни 1666 – 5 октомври 1687), каноник в Оснабрюк и Кьолн
- Вилхелм (3 септември 1668 – 20 юни 1721), каноник в Кьолн
- Юлиана (24 февруари 1671 – 21 април 1740), омъжена 1703 г. за Максимилиан фон Гротхус
- Магдалена Терезия, канонеса в Торн
- Мария Филипина, канонеса в Торн

Той има незаконен син:
- Ролман (1677 – 1714), в свещения орден в Страсбург